# Comté de Kinney
Le comté de Kinney, en anglais : Kinney County, est un comté situé au sud-ouest de l'État du Texas aux États-Unis. Fondé le 28 janvier 1850, le siège de comté est la ville de Brackettville. Selon le recensement de 2020, sa population est de 3 129 habitants. Le comté, à la frontière du Mexique, a une superficie de 3 535 km2, dont 3 522 km2 en surfaces terrestres. Il est baptisé en référence à Henry Lawrence Kinney, un pionnier.

## Organisation du comté
Le comté de Kinney est créé le 28 janvier 1850 à partir de terres du comté de Bexar. Après plusieurs réorganisations foncières, le comté est définitivement autonome et organisé le 7 février 1874.
Il est baptisé en l'honneur de Henry Lawrence Kinney, un pionnier et un aventurier,.

## Géographie - Climat
Le comté de Kinney est situé à l'ouest de San Antonio, dans la plaine du Río Grande au sud-ouest du Texas, aux États-Unis,. Le comté est bordé à l'est par le Río Grande, qui est la frontière du comté et de l’État avec le Mexique.
Il a une superficie totale de 3 535 km2, composée de 3 522 km2 de terres et de 12 km2 de zones aquatiques.
Le comté a un climat subtropical. Son altitude est comprise entre 304 m et 609 m. Les précipitations annuelles moyennes sont de 558,8 mm.

## Comtés adjacents
|                    | Comté d'Edwards   |                |
| Comté de Val Verde | comté de Kinney   | Comté d'Uvalde |
|                    | Comté de Maverick |                |

## Démographie
Lors du recensement de 2010, le comté comptait une population de 3 598 habitants. Elle est estimée, en 2017, à 3 745 habitants,.
| Groupes           | Comté de Kinney | Texas | États-Unis |
| ----------------- | --------------- | ----- | ---------- |
| Blancs            | 88,6            | 70,4  | 72,4       |
| Autres            | 6,9             | 10,6  | 6,4        |
| Métis             | 2,1             | 2,5   | 2,7        |
| Afro-Américains   | 1,5             | 11,9  | 12,6       |
| Amérindiens       | 0,7             | 0,7   | 0,9        |
| Asiatiques        | 0,3             | 3,8   | 4,8        |
| Total             | 100             | 100   | 100        |
|                   |                 |       |            |
| Latino-Américains | 55,7            | 37,6  | 16,7       |

Pyramide des âges du comté de Kinney (2000).

Selon l'American Community Survey, pour la période 2011-2015, 52,90 % de la population âgée de plus de 5 ans déclare parler espagnol à la maison, alors que 44,69 % déclare parler l’anglais, 1,84 % une langue chinoise et 0,57 % l'allemand.

## Galerie

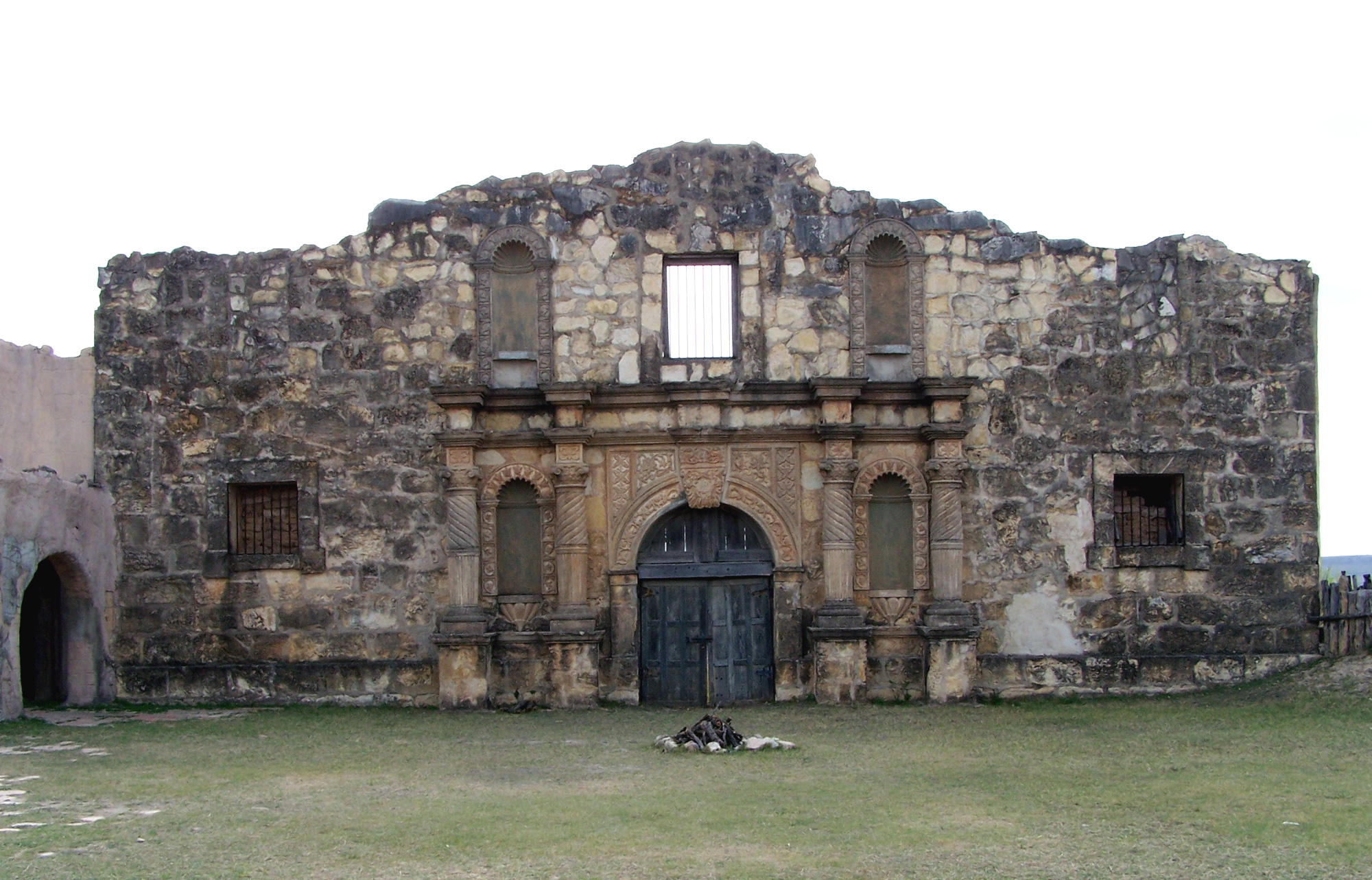
Réplique du fort Alamo construite pour le film Alamo, à Alamo Village, au nord de Brackettville.
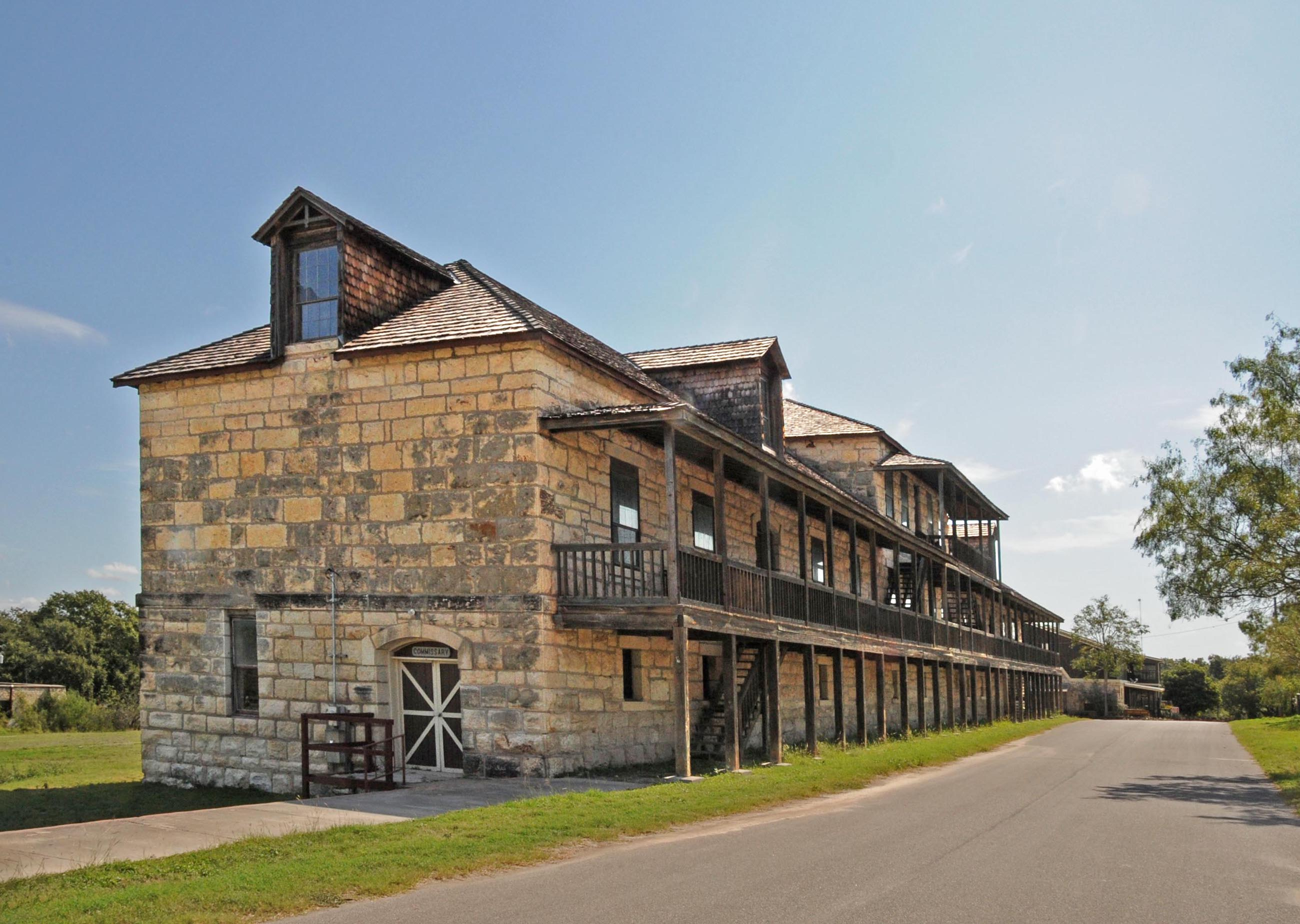
Le fort Clark à Brackettville, construit pour lutter contre les attaques d'Amérindiens (bâtiment historique du comté).

## Source de la traduction
- (en) Cet article est partiellement ou en totalité issu de l’article de Wikipédia en anglais intitulé « Kinney County, Texas » (voir la liste des auteurs).